# Ernst Ludwig Kirchner auf Fehmarn

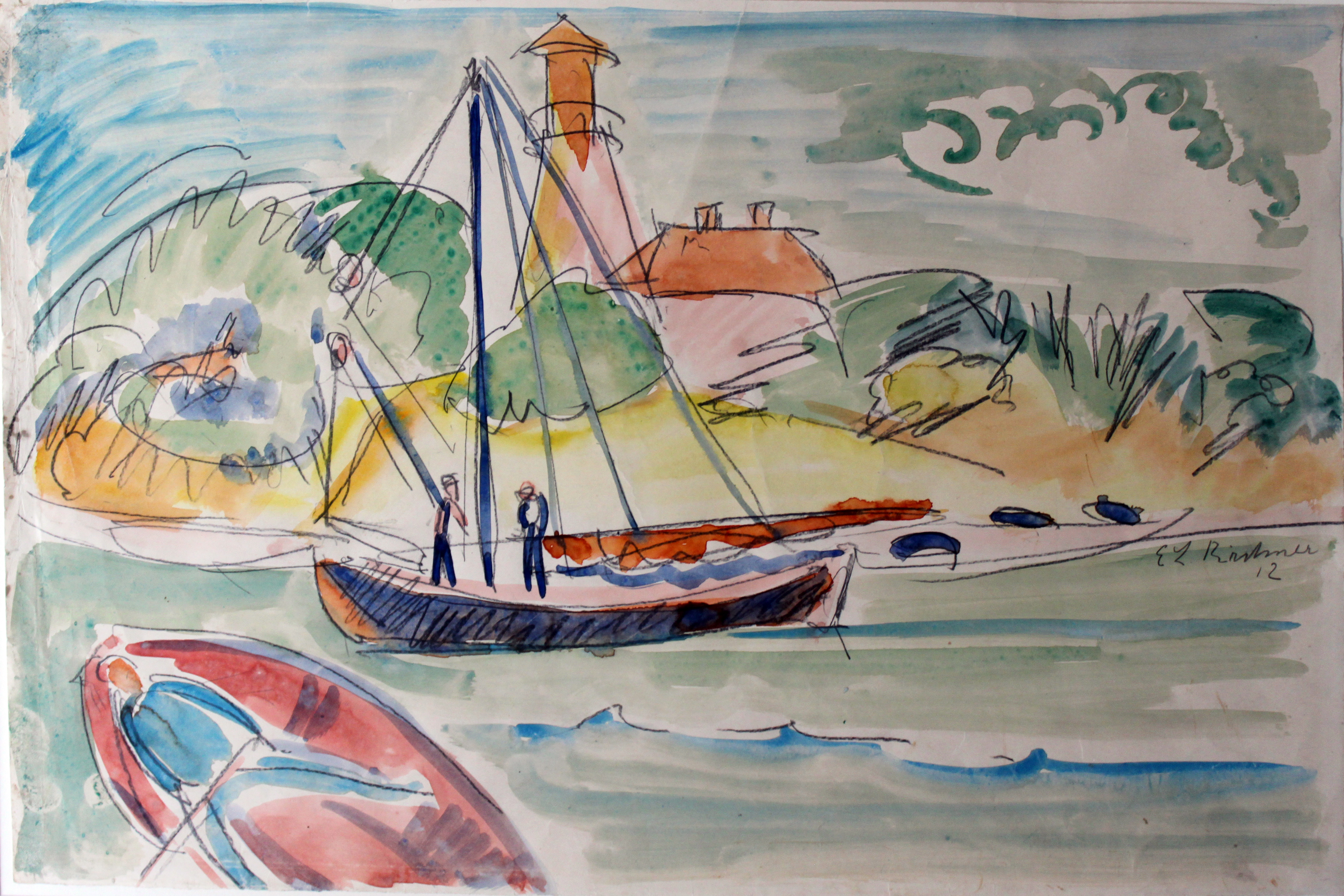
Kirchner Fehmarnküste mit Leuchtturm, 1912

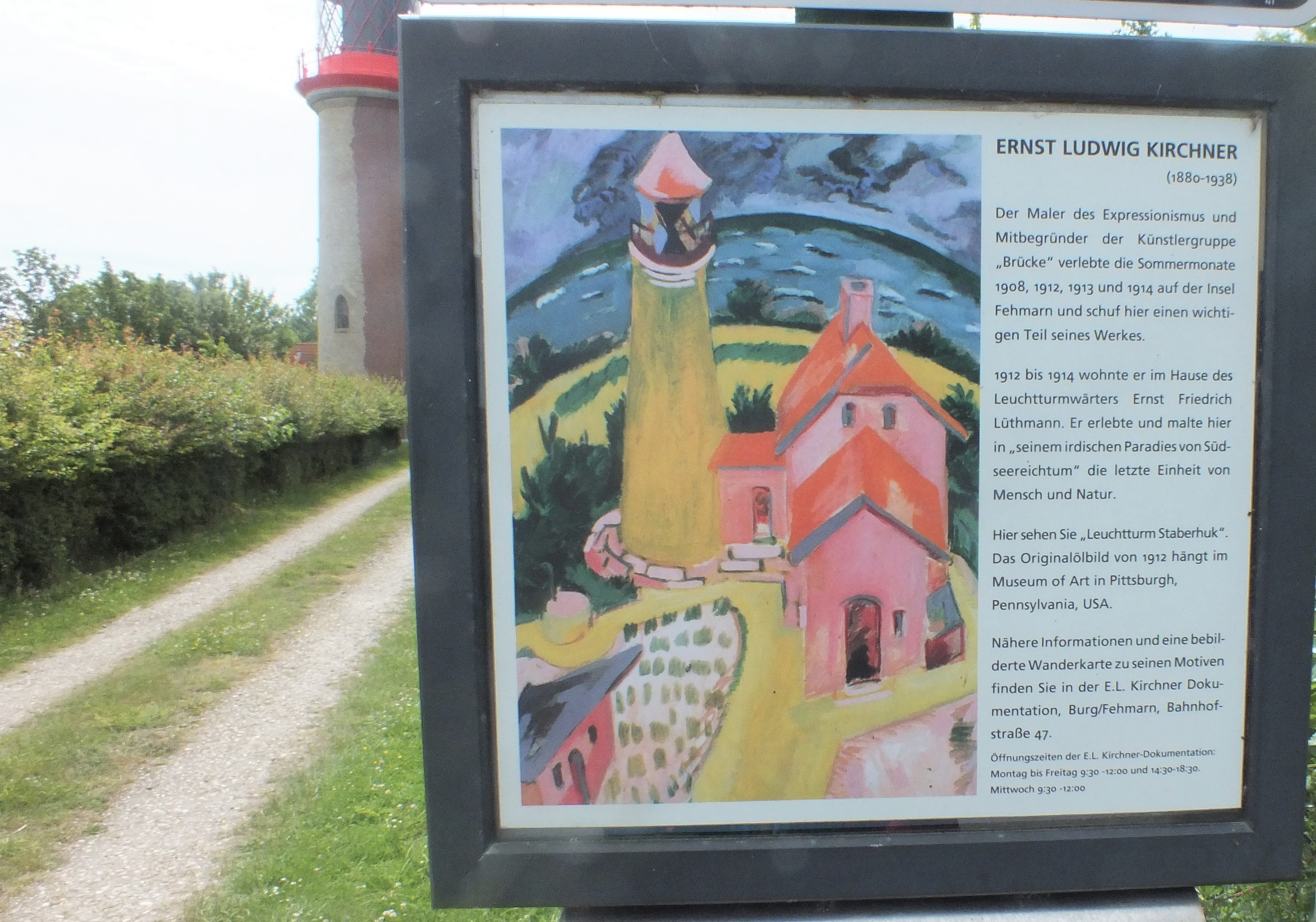
Gedenktafel beim Leuchtturm Staberhuk

Von 1908 bis 1914 verbrachte Ernst Ludwig Kirchner auf Fehmarn vier Sommeraufenthalte, die insgesamt einen Zeitraum von mindestens neun Monaten umfassten. Sie stellen eine wichtige biografische Phase im Leben Ernst Ludwig Kirchners dar, die gekennzeichnet ist durch die Faszination von der unberührten Natur und dem einfachen und sinnlichen Leben. Historisch war Kirchner diesbezüglich, wie viele Künstler seiner Zeit, von der Lebensreformbewegung und der Freikörperkultur beeinflusst. Nacktheit in der freien Natur war eine neue sinnliche Erfahrung und stand zugleich für die Befreiung von überkommenen Konventionen, Prüderie und Doppelmoral.
Der Rückzugsort Fehmarn, den Kirchner als sein Paradies erlebte, löste einen Schaffensrausch aus. Auf Fehmarn, und nur zum kleineren Teil in der Nachbearbeitung im Berliner Atelier, entstanden mehr als 120 Ölbilder, hunderte von Zeichnungen, Aquarellen und Skizzen sowie zahlreiche Skulpturen. Mit den Motiven des Strandes und des Meeres, den Akten in freier Natur, Motiven der Insel und ihrer Menschen bilden sie eine eigenständige Werkgruppe, die den Bildmotiven der Großstadt aus derselben Zeit gegenüberstehen und sich im Hinblick auf das einfache Leben in der Natur in den Bildern der Davoser Zeit fortsetzen. Farblich dominieren, so Kirchner selbst in einem Brief, die Farben Ocker, Blau und Grün.
„Oh, Staberhuk, wie bist du herrlich, ein Glück im Winkel friedlich schön!“ Ein von Kirchner mit offenen Armen am Strande ausgerufener Vers, übermittelt von Niko Lüthmann, einem der Kinder der dreimaligen Gastgeber der Kirchners auf Fehmarn.

## Erster Aufenthalt 1908
1908 reiste Kirchner zusammen mit den Geschwistern Emmi (1884–1975) und Hans Frisch (1885–1945), mit denen er schon seit seiner Jugend befreundet war, zum ersten Mal nach Fehmarn. Der Weg zu der wenig erschlossenen Insel führte von Dresden bis Lübeck mit der Bahn, von dort mit dem Schiff zum Hafen Burgstaaken im Südosten der Insel. Auf der Insel selbst waren Kutschen und Pferdegespanne das Transportmittel sowie eine Eisenbahnstrecke mit fünf Stationen. Die drei mieteten auf halber Strecke zur Stadt Burg in der von Wiesen und einem großen Obstgarten umgebenen „Villa Port Arthur“ das Giebelzimmer über dem Eingang. Von dort aus waren Burg, der Hafen Burgstaaken und die Küste zu Fuß erreichbar.
Emmi stand ihm Modell und es entstand unter anderem das Bild Frau im weißen Kleid, welches in London 2006 für 7,2 Millionen Euro versteigert wurde. Im Skizzenbuch Nr. 4 finden sich Bauernhäuser, Hafendarstellungen, Strand- und Wolkenbilder. Sechs weitere Gemälde, 30 Tuschfederzeichnungen und 17 Druckgrafiken können diesem Aufenthalt zugeordnet werden (S. 16).

## Zweiter Aufenthalt 1912

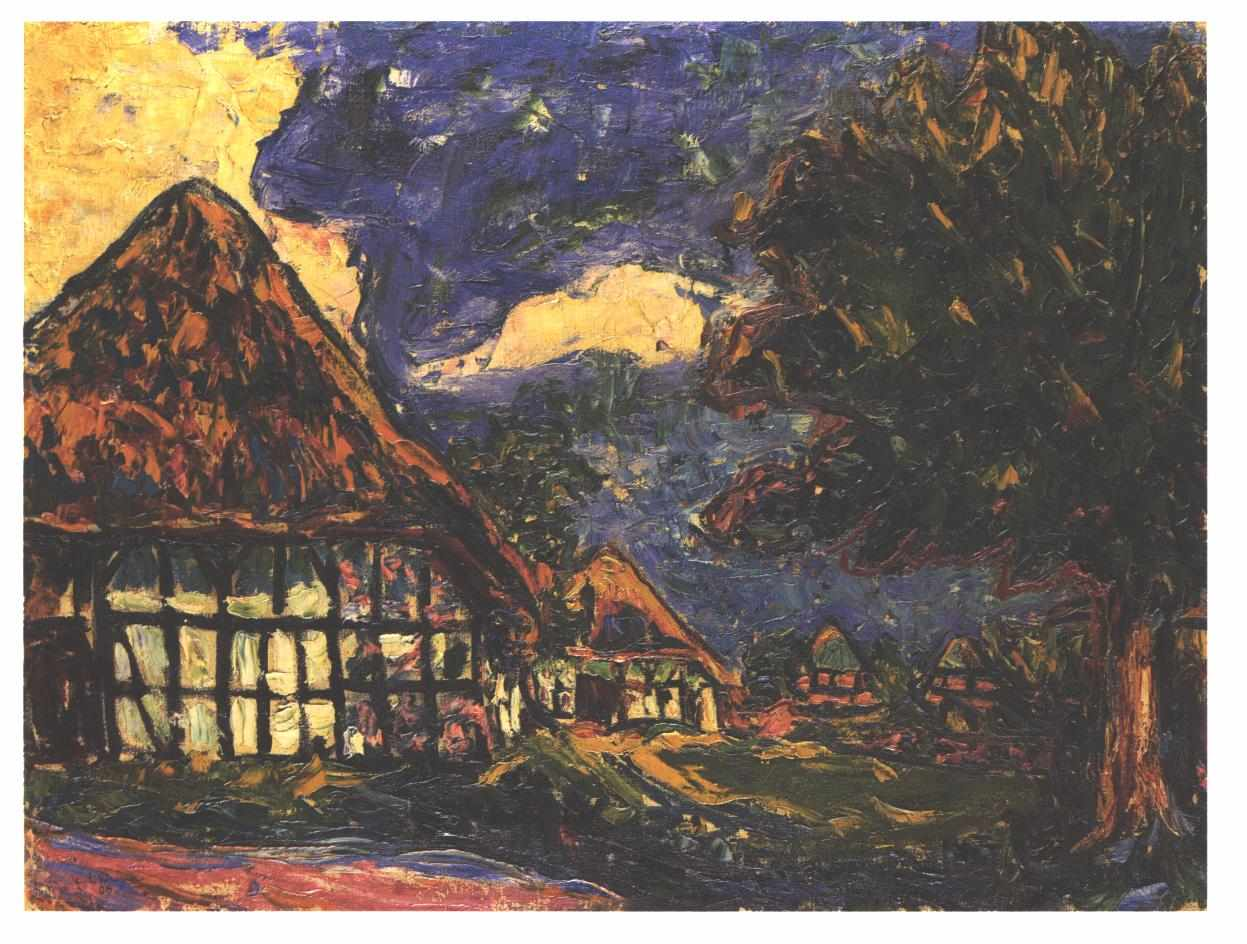
Kirchner Haus auf Fehmarn

Vor seinem zweiten Fehmarnaufenthalt von Mitte Juli bis Mitte August 1912 war Kirchner nach Auflösung der „Brücke“ nach Berlin übergesiedelt und hatte Erna Schilling kennengelernt, die ihn zu dieser Reise erstmals begleitete. Sie nahmen zehn Kilometer von Burg entfernt Quartier in Staberhuk am südöstlichen Ende der Insel bei der Familie des Leuchtturmwärters Lüthmann, für deren acht Kinder die Aufenthalte der Kirchners eine willkommene Abwechslung wurden. Die Familie stellte für die Gäste das östliche Giebelzimmer mit zwei Abseiten zur Verfügung, von Kirchner als „Turmzimmer“ bezeichnet. Die Lüthmann-Töchter Dora und Frieda, 1901 und 1902 geboren, durften Kirchner Modell stehen.
Kirchner machte Skizzen und Zeichnungen von Burg und den nahegelegenen Ortschaften Staberdorf, Meeschendorf und Vitzdorf und arbeitete an der nahe gelegenen Küste. Dort schnitzte er auch an seinen Skulpturen. Während dieses Aufenthalts kamen Erich Heckel und seine Freundin Sidi Riha zu Besuch und wohnten bei den Kirchners. Später kam Max Pechstein hinzu, der sich im „Haus Seeblick“ in Lemkenhafen einquartierte.
Kirchner selbst war mit dem künstlerischen Ergebnis dieses Aufenthaltes sehr zufrieden. „Ich habe dort Bilder gemalt von absoluter Reife“, schrieb er an Gustav Schiefler. Es entstand das Bild Ins Meer Schreitende und weitere 34 Ölbilder, Badeszenen, Ansichten des Leuchtturms, der Küste, der Umgebung und der Stadt Burg. Im Skizzenbuch Nr. 27 finden sich der Inselstrand, Pferde und Kühe auf der Weide, Reiter, Alleen, der Leuchtturm sowie Frauen mit großen Hüten. Schiefler beschreibt das stilistische Merkmal der „Gotisierung“ in den Bildern dieser Phase, mit sich wölbenden und auftürmenden Bildrändern und aufbrechenden, zersplitternden Konturen (S. 31 ff).

## Dritter Aufenthalt 1913

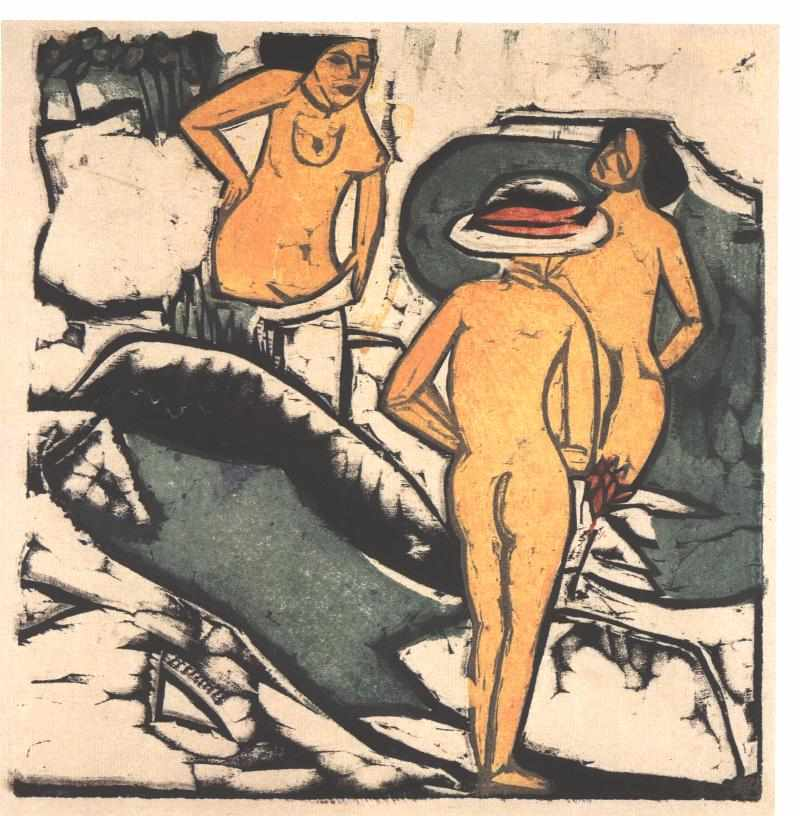
Badende Frauen zwischen weißen Steinen, 1913

Beim nächsten Aufenthalt von vermutlich Mai bis Ende September 1913 suchten Ernst Ludwig Kirchner und Erna Schilling erneut das Quartier bei den Lüthmanns auf, mit denen sich eine freundschaftliche Beziehung in gegenseitigem Respekt entwickelt hatte. Dieses Mal wurden sie von Kirchners Malschülern Hans Gewecke und Werner Gothein begleitet. Zu Besuch kamen später der Maler Otto Mueller und seine Frau Maschka. Kirchner erlebte Fehmarn im Kontrast zum städtischen Leben als ein Paradies im Einklang von Mensch und Natur, im ebenso sinnlichen wie harmonischem Miteinander von Freunden und in Harmonie mit Gastgebern und ihrem ländlichen Leben. Auf Fehmarn vertiefte sich seine Liebe zum einfachen Leben, die sich nach der Krise der Kriegsjahre in Davos fortsetzten sollte.
Im Jahr zuvor war der Schoner „Marie“ vor Fehmarn gestrandet, zu dem Kirchner oft hinausschwamm. Er holte sich dort Eichenbohlen, aus denen er zahlreiche Skulpturen gestaltete und außerdem eine Hütte am Strand der östlichen Bucht von Staberhuk baute, die auch auf Zeichnungen und Aquarellen auftaucht. Historisch spielte hier das Interesse der Zeit an dem Leben der sogenannten „Primitiven“ und fernen Kulturen eine Rolle, von denen Kirchner beeinflusst war, obwohl er selbst nie weiter entfernte Länder besucht hatte, sondern seine Kenntnisse lediglich aus den aus heutiger Perspektive umstrittenen Völkerschauen und den Werken anderer Künstler bezog. (S. 50 f) Die erlebte Lebensfreude dieses langen Sommers zeigen die 68 Gemälde, die in den rund drei Monaten entstanden. In seinen Skulpturen verband Kirchner das Vorgefundene mit der intendierten Gestaltung und zitiert wiederum die geschaffenen Skulpturen in den Zeichnungen und Bildern. (S. 54 ff)

## Letzter Aufenthalt 1914
1914 erfolgte der letzte Sommeraufenthalt der Kirchners auf Fehmarn. Sie wohnten wieder bei den Lüthmanns und genossen die sommerlichen Freuden der Insel. Es entstanden dreizehn Ölbilder, als letztes das erst in Berlin fertiggestellte Bild Mondschein auf Fehmarn. Auch baute er aus einer selbst gefällten und ausgehöhlten Pappel ein Kanu, welches auch auf Zeichnungen zu sehen ist, während es sich in der Realität als nicht wassertüchtig erwies. (S. 59 ff)
Der Aufenthalt wurde am 1. August durch die Nachricht über den Kriegsausbruch beendet, welche die Kirchners zum überstürzten Abbruch des sommerlichen Glücks und zur Rückkehr nach Berlin veranlasste. Auf der Rückreise wurden sie zweimal wegen Spionageverdachts verhaftet, was für Kirchner trotz der baldigen Aufklärung des Missverständnisses zu einer ersten traumatisierenden Erfahrung wurde.
Die Sommermonate auf Fehmarn gelten in der Literatur zu Kirchner als eine Zeit des Glücks und der Harmonie von Mensch und Natur, in die er weder real noch innerlich je wieder zurückkehren konnte.

## Auf Fehmarn entstandene Werke (Auswahl)

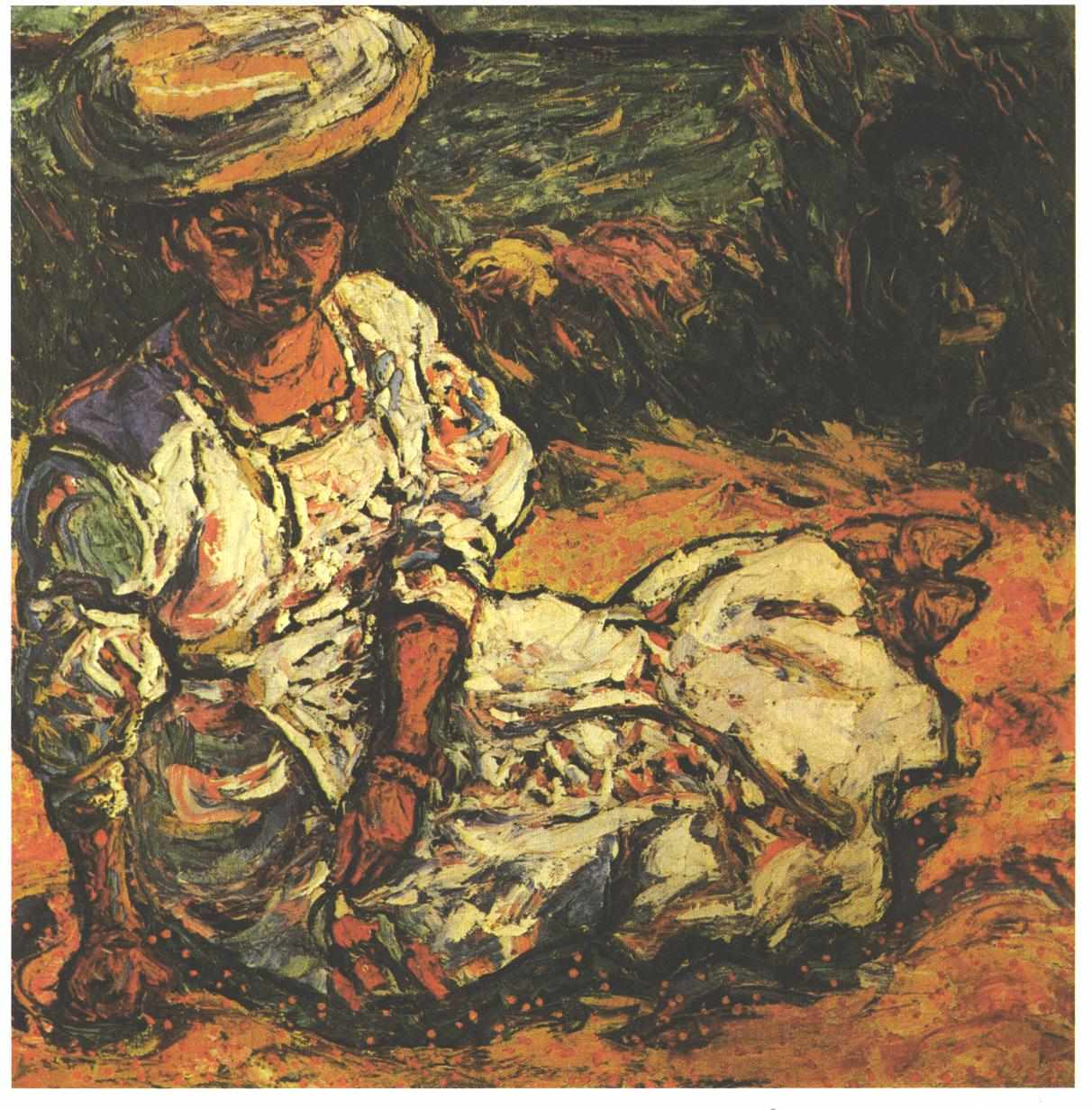
Frau im weißen Kleid, 1907 (mit Hans im Hintergrund)
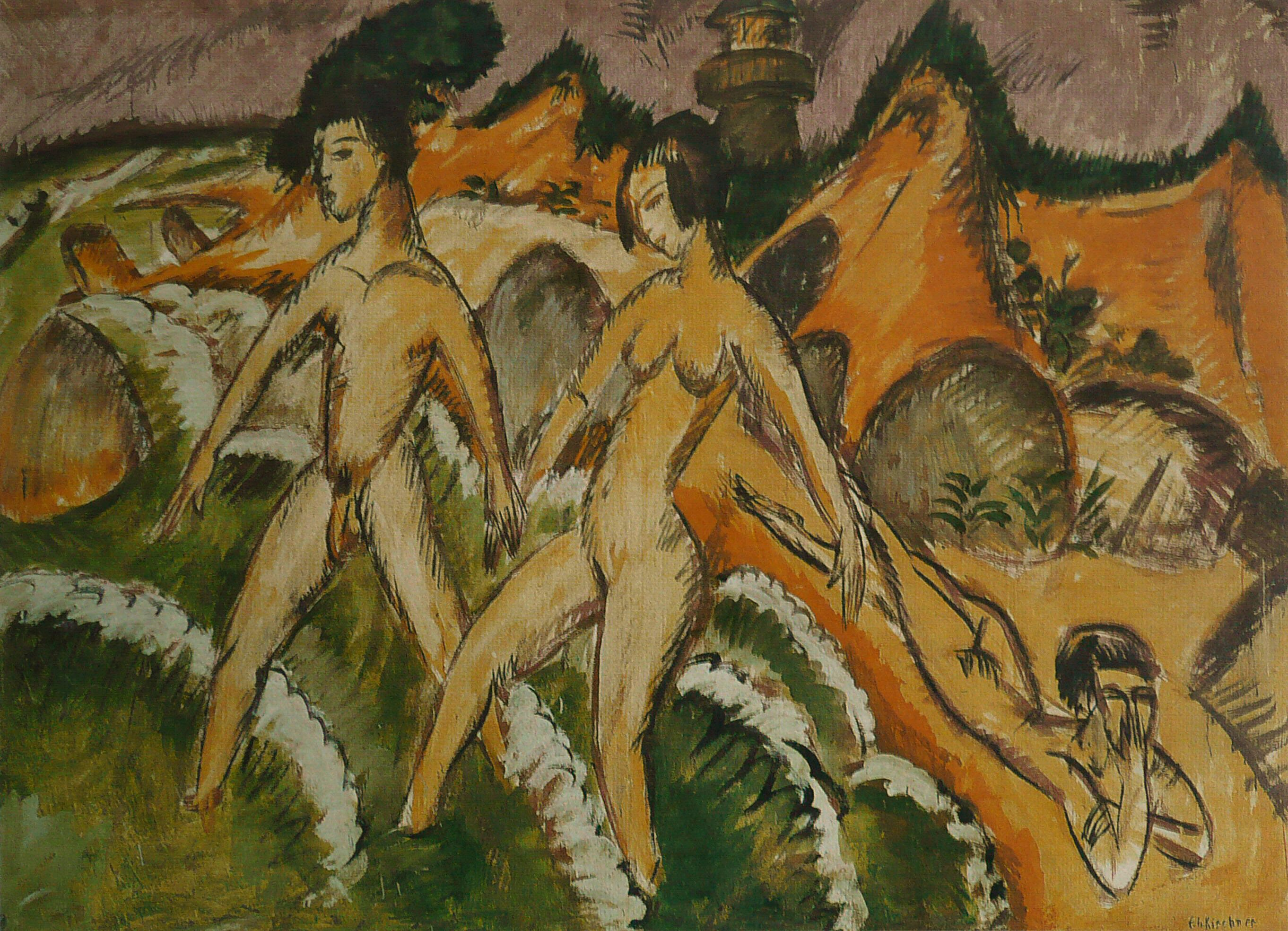
Ins Meer Schreitende, 1912
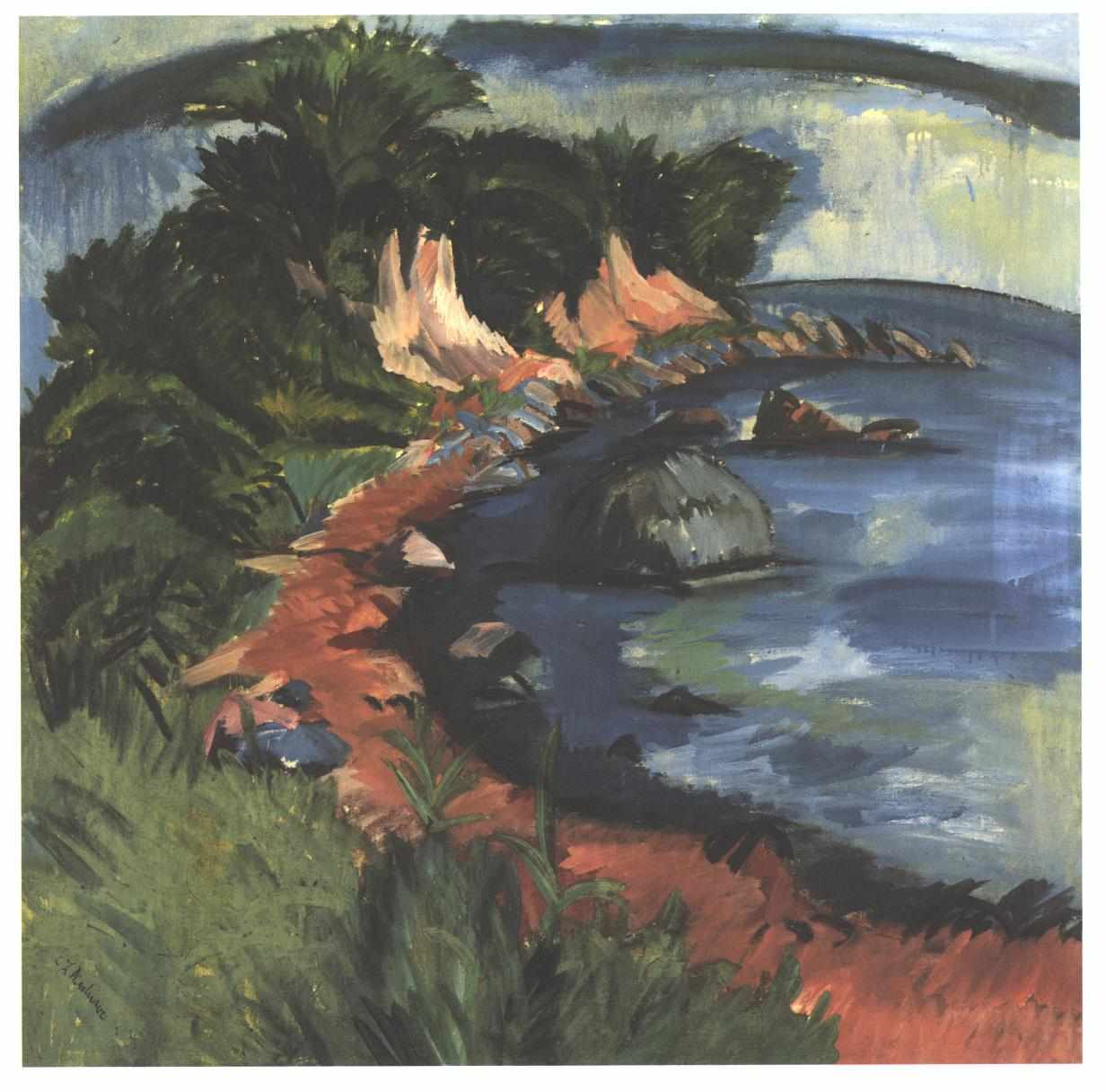
Fehmarnküste
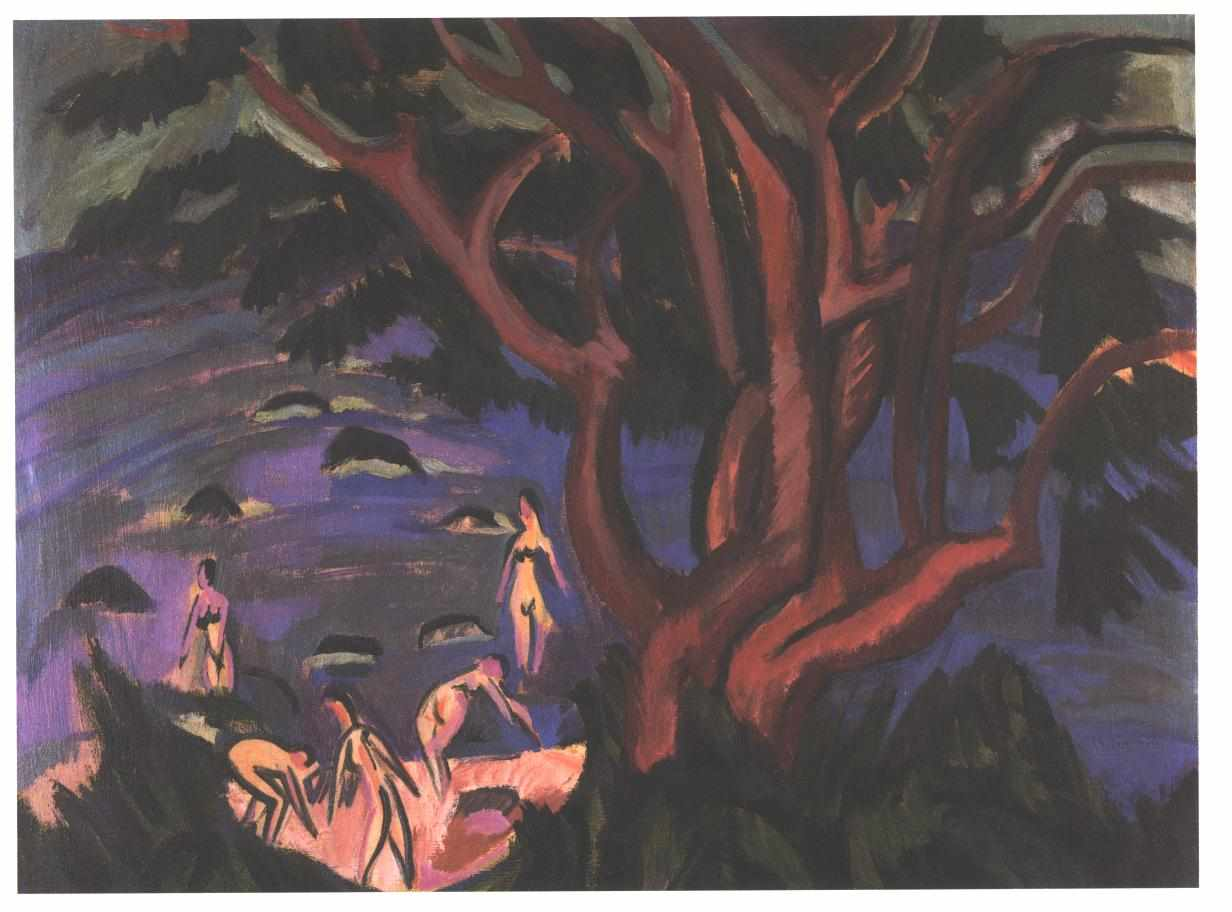
Roter Baum am Strand, 1913
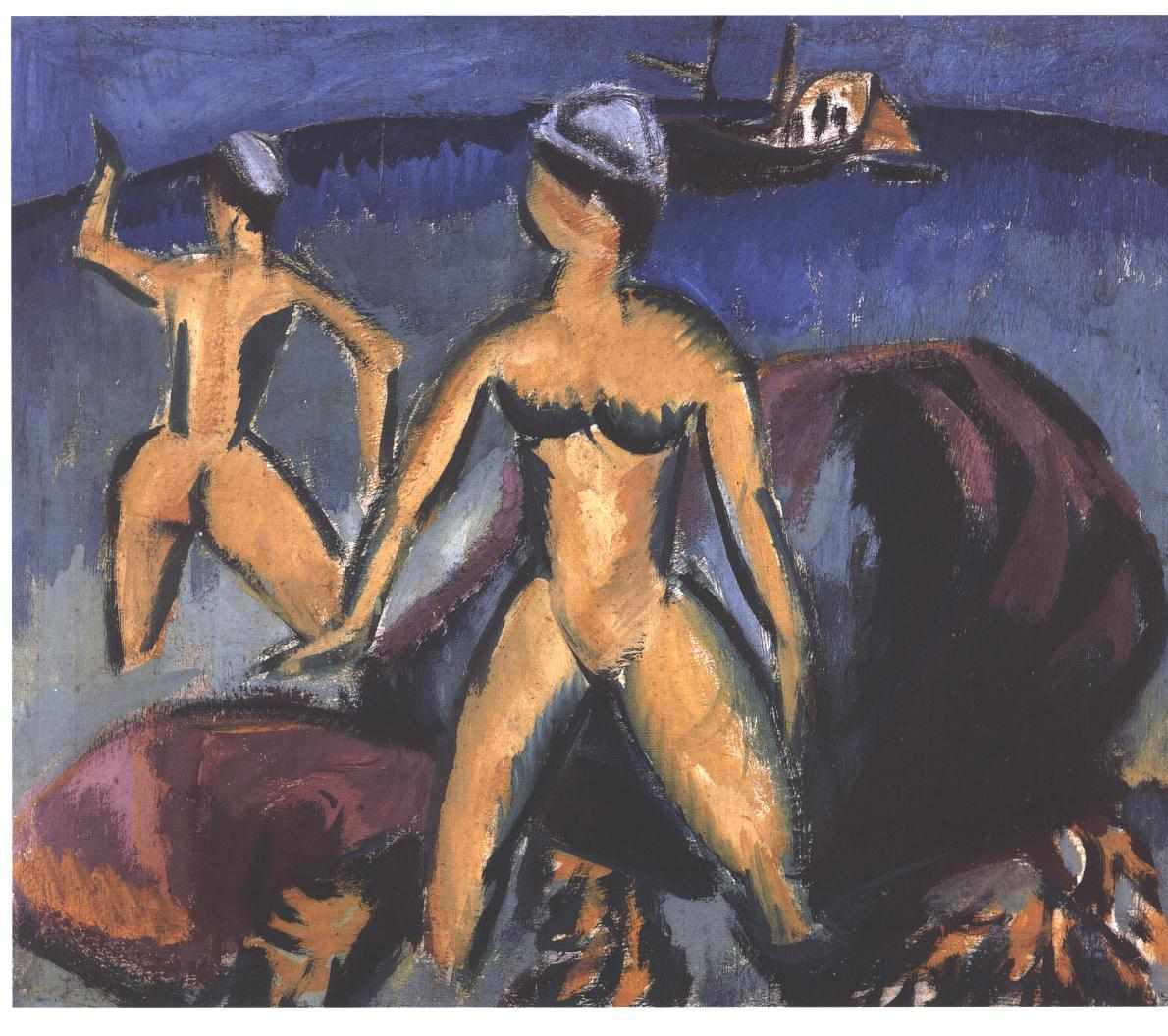
Zwei Frauen am Meer
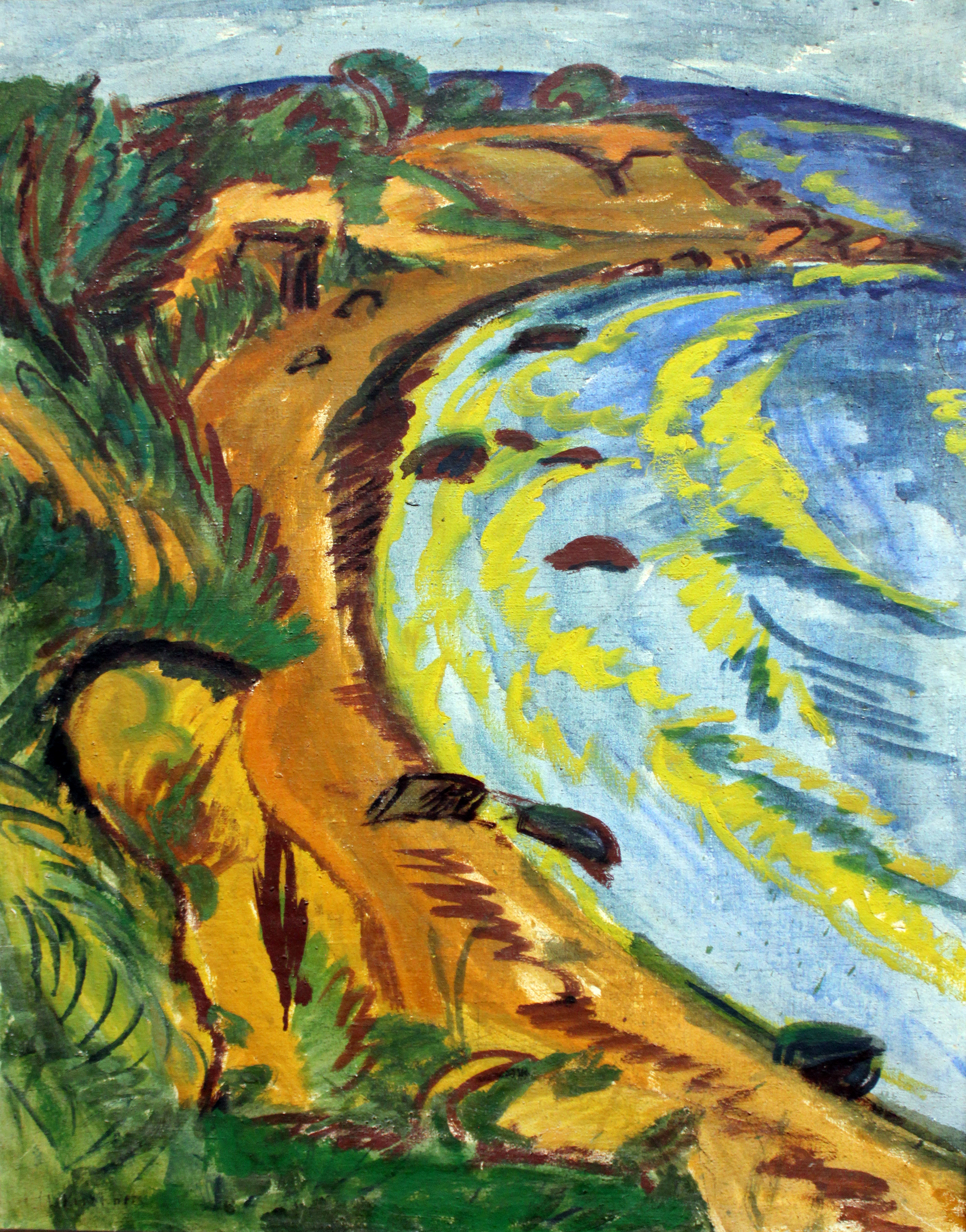
Bucht an der Fehmarnküste 1913
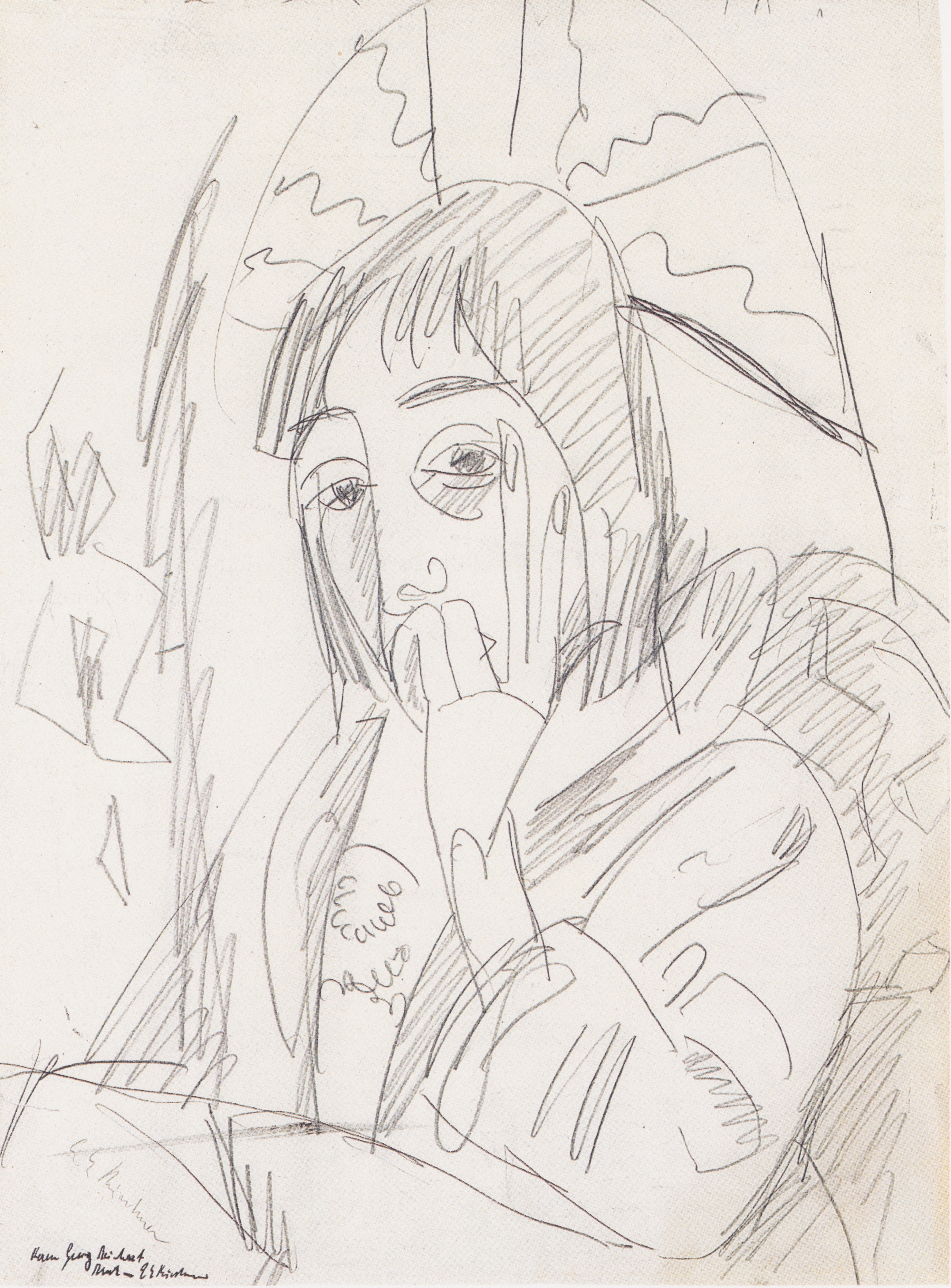
Erna mit Japanschirm, 1913
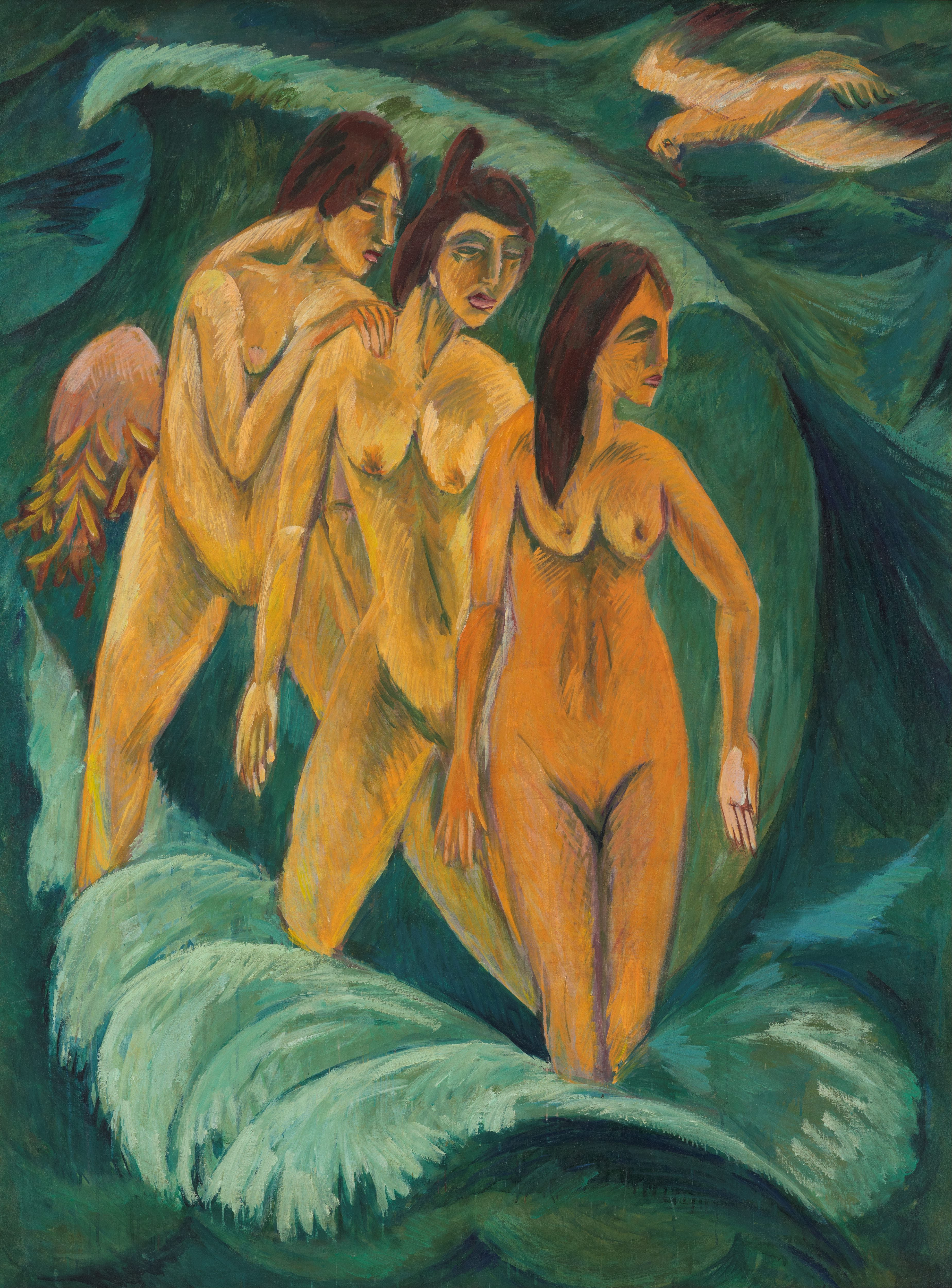
Drei Badende, 1913
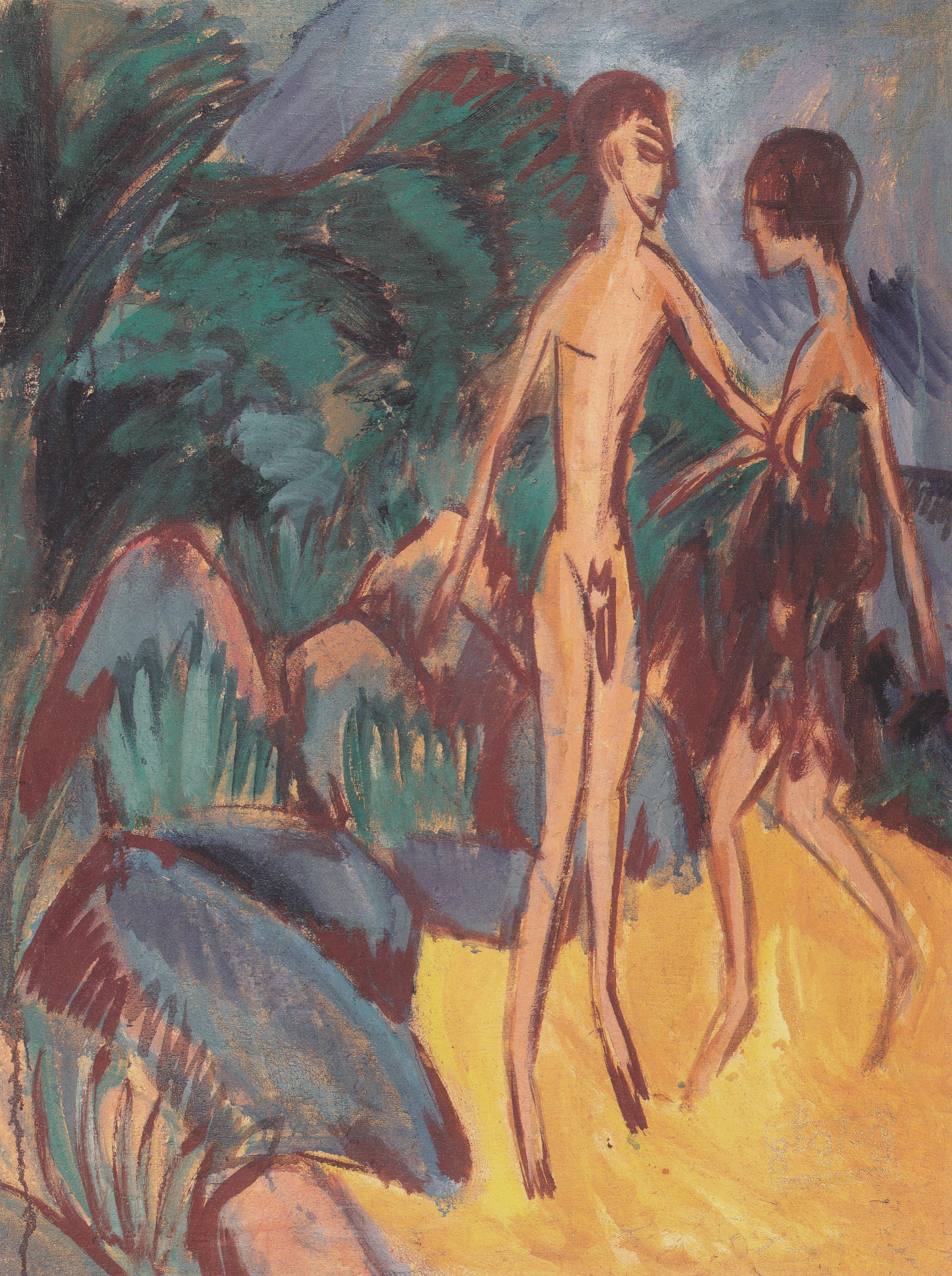
Nackter Jüngling und Mädchen am Strand, 1913
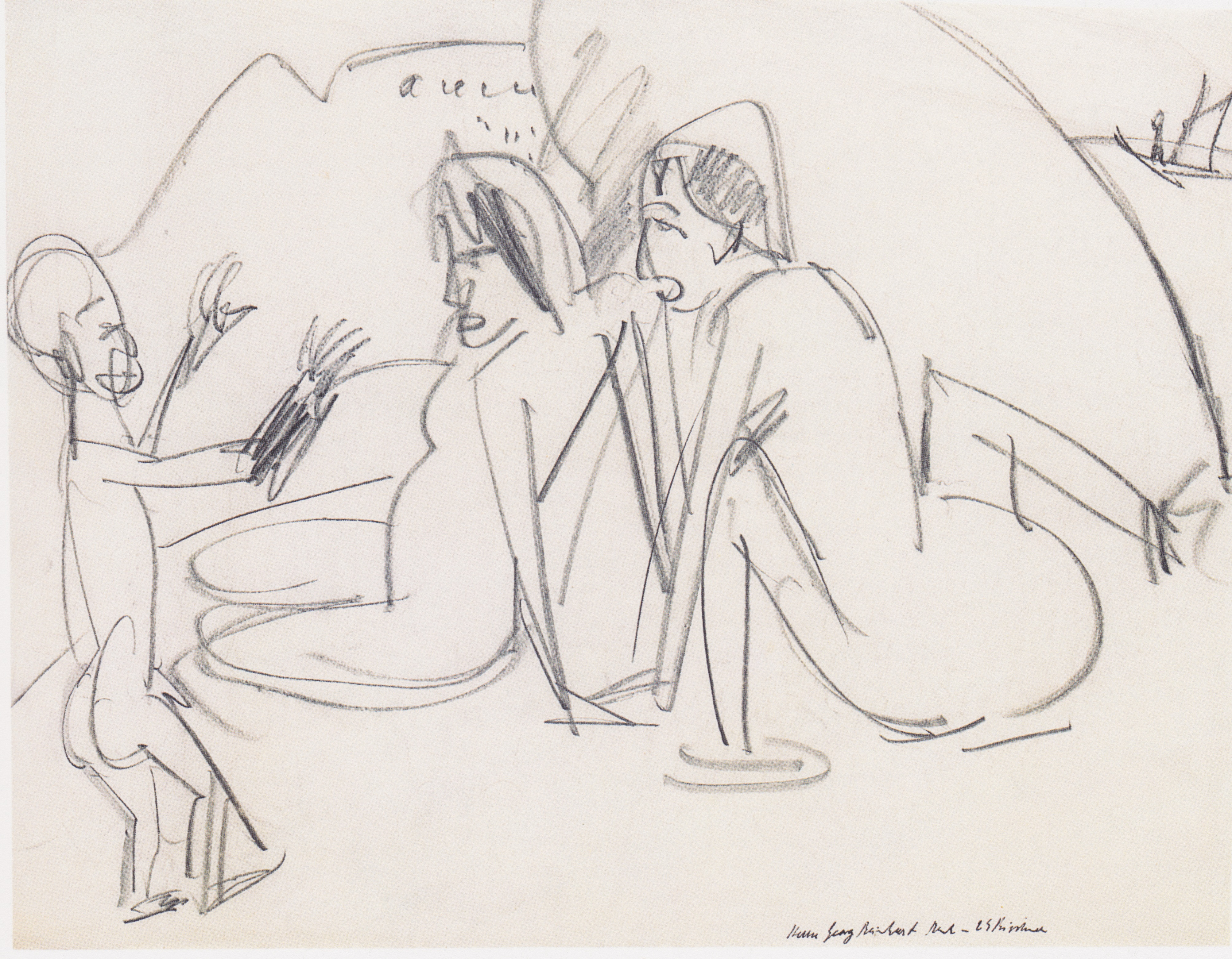
Zwei Frauen und Skulptur am Strand
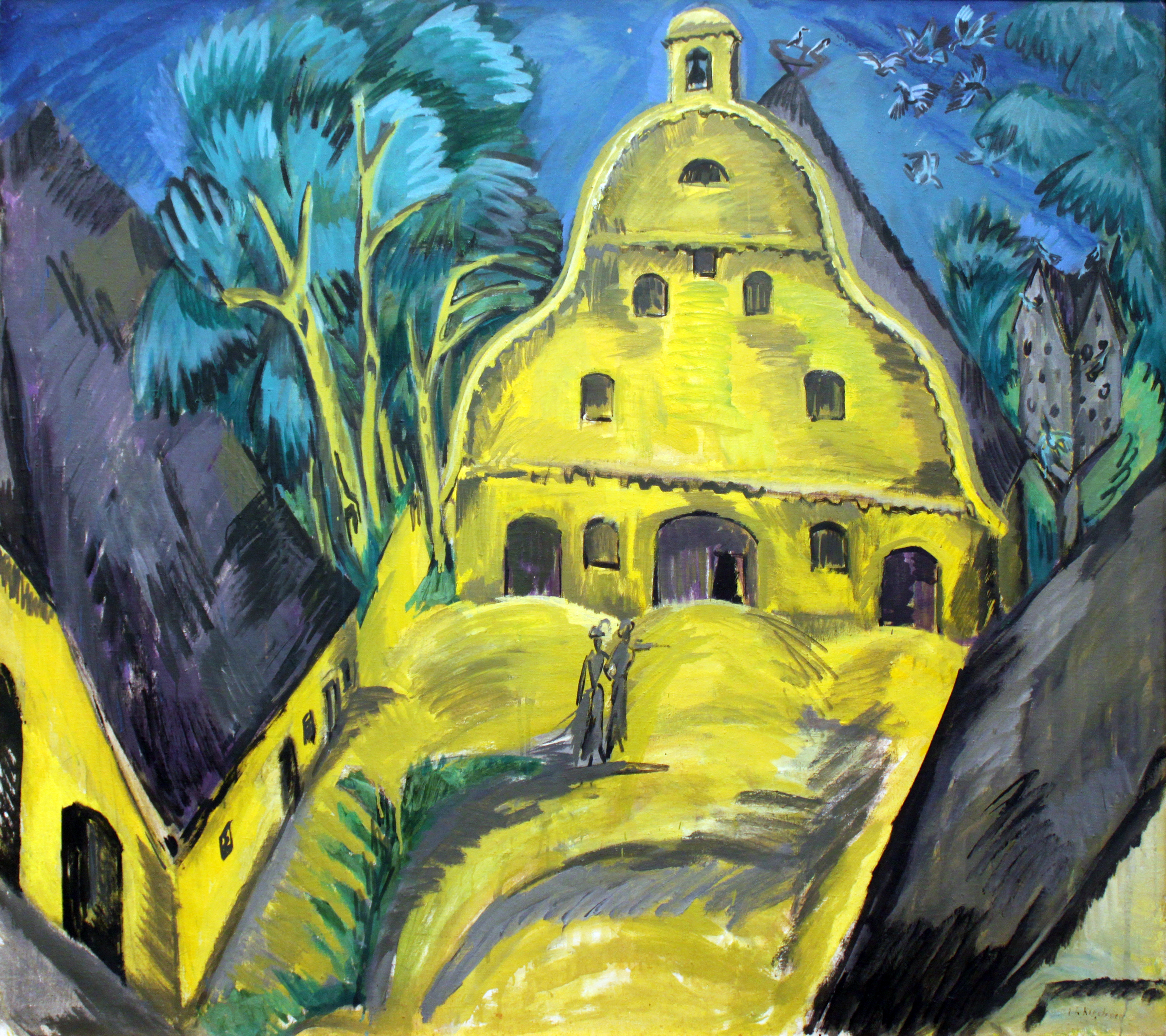
Gut Staberhof auf Fehmarn, 1913
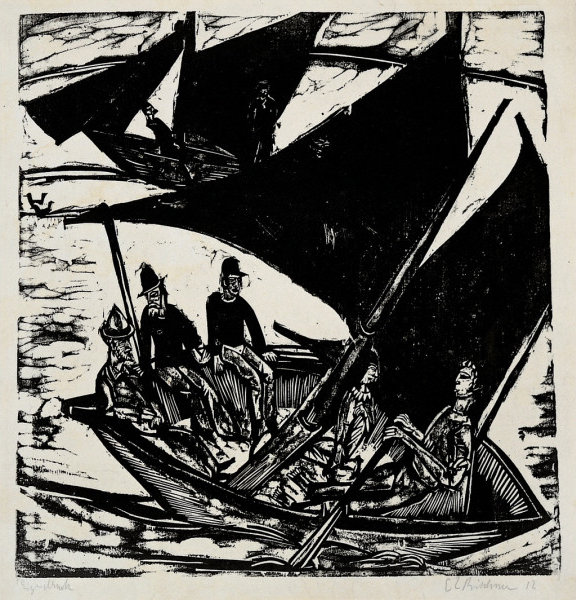
Segelboote auf Fehmarn, 1914
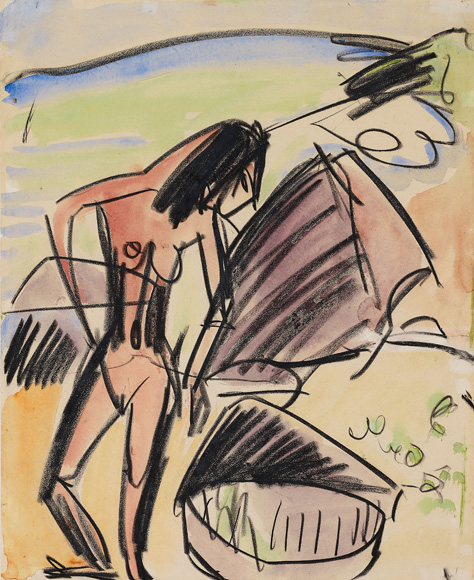
Weiblicher Akt am Strand von Fehmarn 1914
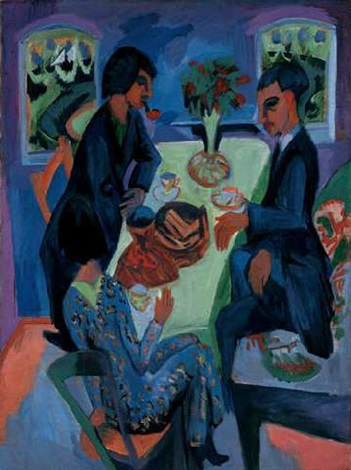
Fehmarntee 1914/1920

## Ernst Ludwig Kirchner Verein Fehmarn
1992 wurde auf Fehmarn der Ernst Ludwig Kirchner Verein Fehmarn e. V. gegründet. Der Verein hat das Ziel, die Aufenthalte Kirchners auf der Insel aufzuspüren, zu dokumentieren und zu vermitteln. Die entstandene Dokumentation ist als ständige Ausstellung in der Stadtbücherei in Burg zu sehen. Sie umfasst neben Zeitzeugenberichten und Informationen zum Leben Kirchners, die auf Fehmarn entstandenen oder durch die Aufenthalte angeregten Werke als Reproduktionen in Originalgröße sowie Fotografien einiger Skulpturen. Der Verein organisiert Filmvorführungen, Ausstellungen, Wander- und Radtouren zu den Malmotiven und hat eine Wanderkarte zu den Orten Kirchners Wirken erstellt. Die Ausstellungsobjekte der Kirchner-Reproduktionen wurden 2015 renoviert und erneuert sowie durch weitere Drucke ergänzt.
Der Verein lädt außerdem bekannte und junge Künstler ein, sich auf der Insel zu eigenen Werken inspirieren lassen. Unter dem Titel „Auf Kirchners Spuren“ werden die Werke im Rahmen der „Burger Kunsttage“ ausgestellt, so z. B. die entstandenen Werke von Christopher Lehmpfuhl (2007), Fritz Vahle (2008), Friedel Anderson (2012), Doris Runge (Lyrik) (2015), Frauke Gloyer (2014) und Malerei, Zeichnungen und Grafik des Schauspielers Armin Mueller-Stahl (2016). 1999 war der Verein selbst Preisträger des Kulturpreises Ostholstein. Es besteht eine Zusammenarbeit mit der Stiftung Schleswig-Holsteinische Landesmuseen sowie mit dem Kirchner Museum Davos, dem Brücke-Museum Berlin und der Kunstsammlung Chemnitz.